# Davide Cesare

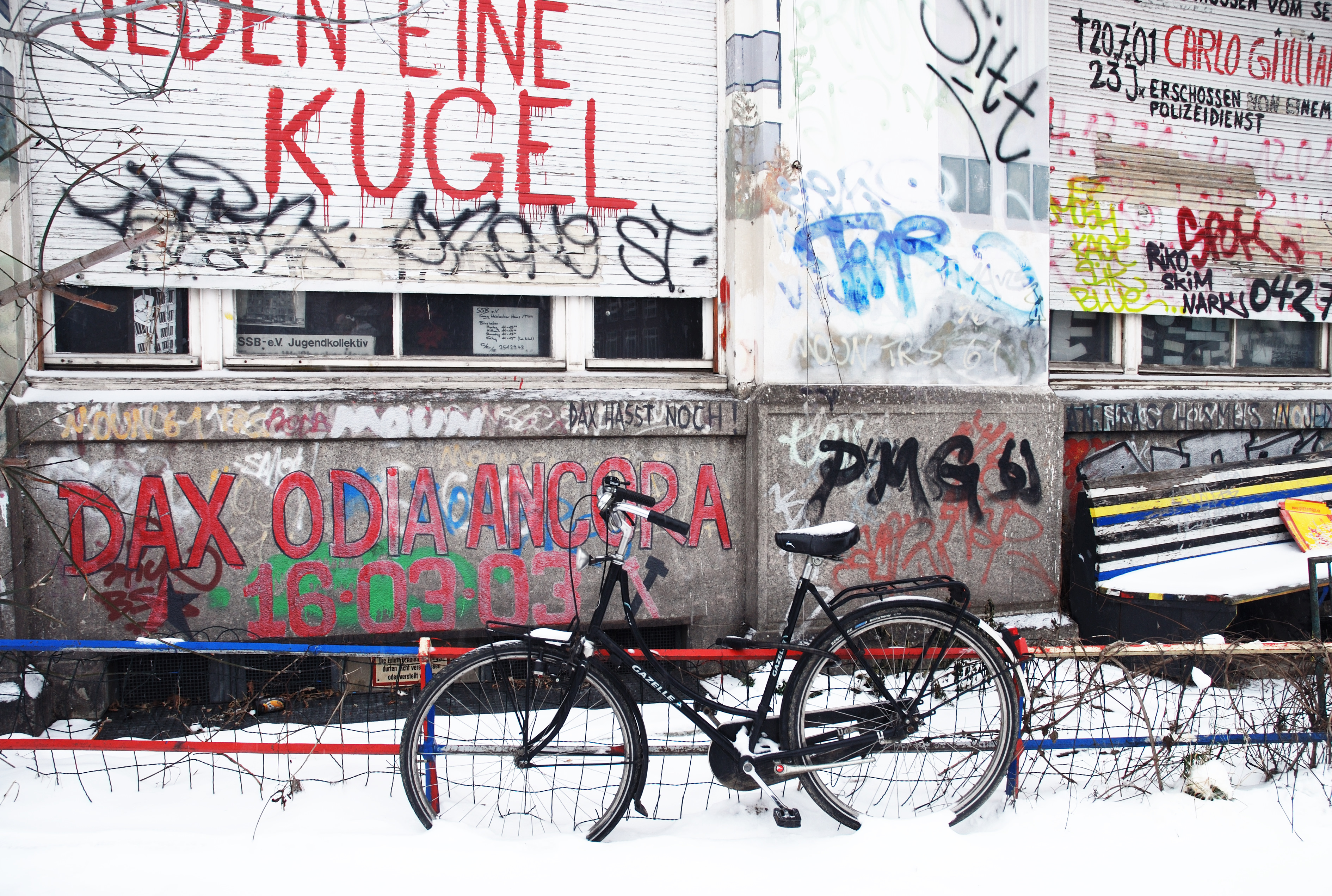
Graffiti indiquant « Dax odia ancora » (Dax hait encore) dans le quartier de Kreuzberg, Berlin (2010).

Davide Cesare, aussi connu sous le pseudonyme de Dax (1977 - 16 mars 2003) est un militant antifasciste italien originaire de la commune de Rozzano, qui a été poignardé à mort par deux militants d'extrême droite à Milan, dans la nuit du 16 mars 2003. À la suite de cette agression, Davide Cesare est mort lors de son transport à l'hôpital.

## Réactions à sa mort
Juste après sa mort, des activistes de son groupe ont tenté d'entrer dans l'hôpital mais ont été bloqués par la police. Cela a entraîné de nouvelles émeutes, faisant plusieurs blessés, des dégâts aux voitures de police et la suspension de toutes les activités des services d'urgence pour toute la nuit[réf. nécessaire].
La mort de Cesare et le procès qui a suivi ont eu une large résonance politique dans les cercles d'extrême gauche, tant en Italie qu'à l'étranger. Cela s'explique en partie par le fait que les médias italiens ont initialement décrit les événements comme une « émeute entre jeunes dissidents » et ont présenté la mort de Cesare comme « une conséquence de la violence altermondialiste ». Au cours du procès, il a été découvert que les frères Federico Morbi et Mattia Morbi, les agresseurs de Cesare, l'avaient en fait agressé et tué avec préméditation. Ils ont été déclarés coupables en mai 2004 ; Federico a été condamné à 16 ans de prison, tandis que Mattia, étant mineur au moment des faits, a été condamné à 3 ans de réclusion criminelle. Giorgio Morbi, père de Federico et Mattia, a également été déclaré coupable de tentative de meurtre pour avoir frappé un compagnon de Cesare la même nuit,. L'un des avocats qui représentait la famille de Cesare lors du procès est Giuliano Pisapia, qui devient plus tard maire de Milan (entré en fonction le 1er juin 2011).

## Postérité
Une plaque a été placée dans la Via Brioschi (la rue de Milan où il a été tué). les graffitis à la mémoire de Dax sont assez courants à Milan, mais sont également apparus ailleurs et à l'étranger ; ils affichent généralement « Dax vive » (« Dax vit », en italien) ou « Dax odia ancora » (« Dax hait encore »). L'un de ces graffitis, représentant le visage de Cesare, était peint sur la Darsena de Milan, ancien port du système de canaux Navigli ; sa suppression par le service d'assainissement de Milan en 2007 a fait l'objet de nombreuses controverses et a été fermement condamnée tant par les associations militantes que par les membres du gouvernement.